# 昆明市

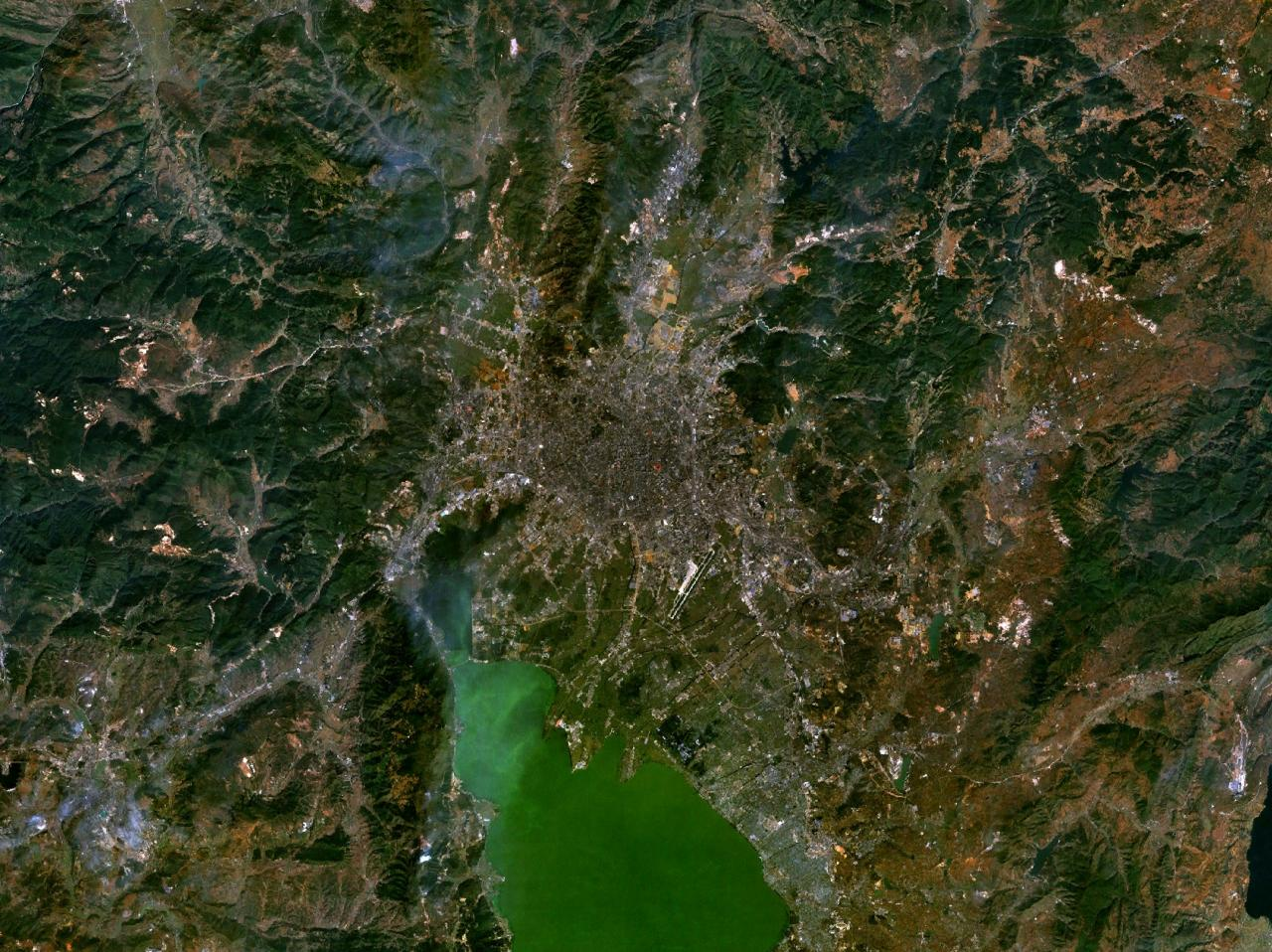
昆明市の衛星画像

昆明市の中心部五華区光華街

昆明市（こんめいし、中国語: 昆明市、拼音: Kūnmíng、英語: Kunming）は、中華人民共和国雲南省の省都であり、雲南省の政治、経済、文化、交通の中心地である。
また1400年の歴史を有する国家歴史文化名城でもある。

## 歴史
765年に南詔の拓東城として歴史に姿を現し、1276年に元朝に征服された後、昆明の名が始まった。
14世紀に明に征服され、城壁都市が築かれたのが今日の昆明に続く。
日中戦争時には、日本軍による空襲を受けた。

## 行政区画
7市轄区・1県級市・3県・3自治県を管轄する。
- 市轄区: 
  - 呈貢区・五華区・盤竜区・官渡区・西山区・東川区・晋寧区
- 県級市: 
  - 安寧市
- 県: 
  - 富民県・宜良県・嵩明県
- 自治県:
  - 石林イ族自治県・禄勧イ族ミャオ族自治県・尋甸回族イ族自治県

| 昆明市の地図 |
| --- |
| 五華区 盤竜区 官渡区 西山区 東川区 呈貢区 晋寧区 富民県 宜良県 石林イ族 · 自治県 嵩明県 禄勧イ族ミャオ族 · 自治県 尋甸回族イ族 · 自治県 安寧市 滇池 |

### 年表
この節の出典

#### 昆明市

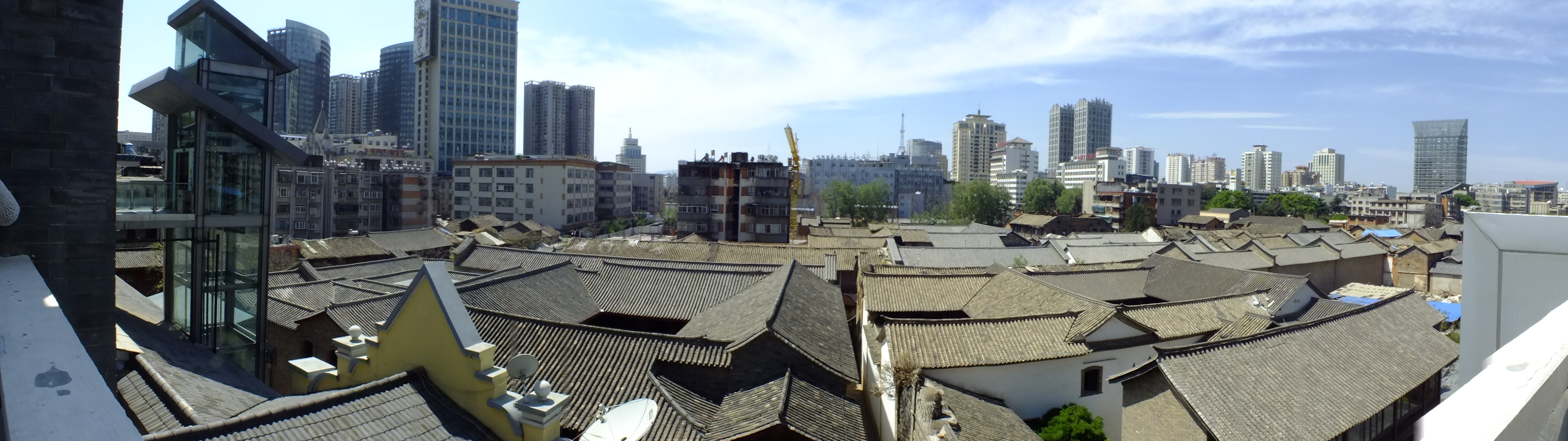
都市化が急速に進み、近代的な建築と古い町並みが混在して残る昆明市五華区（正義坊購物中心南館より ）

- 1949年10月1日 - 中華人民共和国雲南省昆明市が発足。(1市)
- 1950年3月 - 一区から八区までの区が成立。(8区)
- 1951年2月1日 - 武定専区昆明県を編入。(8区1県)
- 1951年2月10日 - 市内行政区域の再編により、一区から五区までの区が成立。(5区1県)
- 1952年12月19日 (9区)
  - 五区が一区・二区・三区・四区に分割編入。
  - 昆明県が分割され、五区・六区・七区・八区・九区が発足。
- 1954年11月6日 - 七区の一部が分立し、十区が発足。(10区)
- 1956年10月20日 (6区)
  - 一区・三区が合併し、盤竜区が発足。
  - 二区・四区が合併し、五華区が発足。
  - 五区・六区が合併し、官渡区が発足。
  - 七区が竜泉区に、十区が海口区にそれぞれ改称。
  - 八区・九区が合併し、西山区が発足。
- 1956年11月16日 - 楚雄専区安寧県を編入。(7区)
  - 安寧県が区制施行し、安寧区となる。
- 1959年9月22日 - 竜泉区が官渡区に編入。(6区)
- 1960年9月13日 - 安寧区・海口区が合併し、安寧県が発足。(4区1県)
- 1960年9月22日 - 玉渓専区晋寧県、楚雄イ族自治州富民県を編入。(4区3県)
- 1962年12月5日 - 晋寧県の一部が分立し、呈貢区が発足。(5区3県)
- 1965年7月19日 - 呈貢区が県制施行し、呈貢県となる。(4区4県)
- 1980年9月11日 - 楚雄イ族自治州禄豊県の一部が安寧県に編入。(4区4県)
- 1983年9月9日 - 曲靖地区宜良県・嵩明県・路南イ族自治県、楚雄イ族自治州禄勧県を編入。(4区7県1自治県)
- 1985年6月11日 - 禄勧県が自治県に移行し、禄勧イ族ミャオ族自治県となる。(4区6県2自治県)
- 1995年10月13日 - 安寧県が市制施行し、安寧市となる。(4区1市5県2自治県)
- 1998年10月8日 - 路南イ族自治県が石林イ族自治県に改称。(4区1市5県2自治県)
- 1998年12月6日 - 東川市、曲靖市尋甸回族イ族自治県を編入。(5区1市5県3自治県)
  - 東川市が区制施行し、東川区となる。
- 2004年6月3日 (5区1市5県3自治県)
  - 盤竜区・官渡区・西山区の各一部が五華区に編入。
  - 官渡区・西山区の各一部が盤竜区に編入。
  - 盤竜区の一部が官渡区に編入。
  - 五華区・盤竜区・官渡区の各一部が西山区に編入。
- 2011年5月20日 - 呈貢県が区制施行し、呈貢区となる。(6区1市4県3自治県)
- 2016年11月24日 - 晋寧県が区制施行し、晋寧区となる。(7区1市3県3自治県)
- 2018年11月16日 - 嵩明県の一部が盤竜区に編入。(7区1市3県3自治県)

#### 宜良専区
- 1949年10月1日 - 中華人民共和国雲南省宜良専区が成立。宜良県・路南県・陸良県・師宗県・羅平県・弥勒県・瀘西県が発足。(7県)
- 1953年2月8日 - 弥勒県が自治区に移行し、弥勒イ族自治区となる。(6県1自治区)
- 1954年6月12日 
  - 羅平県・陸良県・路南県・師宗県・宜良県・瀘西県が曲靖専区に編入。
  - 弥勒イ族自治区が蒙自専区に編入。

#### 東川鉱区
- 1954年3月2日 - 昭通専区会沢県の一部が分立し、東川鉱区が発足。(1鉱区)
- 1958年10月20日 - 東川鉱区が地級市の東川市に昇格。

#### 東川市
- 1984年3月2日 - 曲靖地区尋甸回族イ族自治県の一部を編入。(1市)
- 1998年12月6日 - 東川市が昆明市に編入。

## 地理

石林の風景

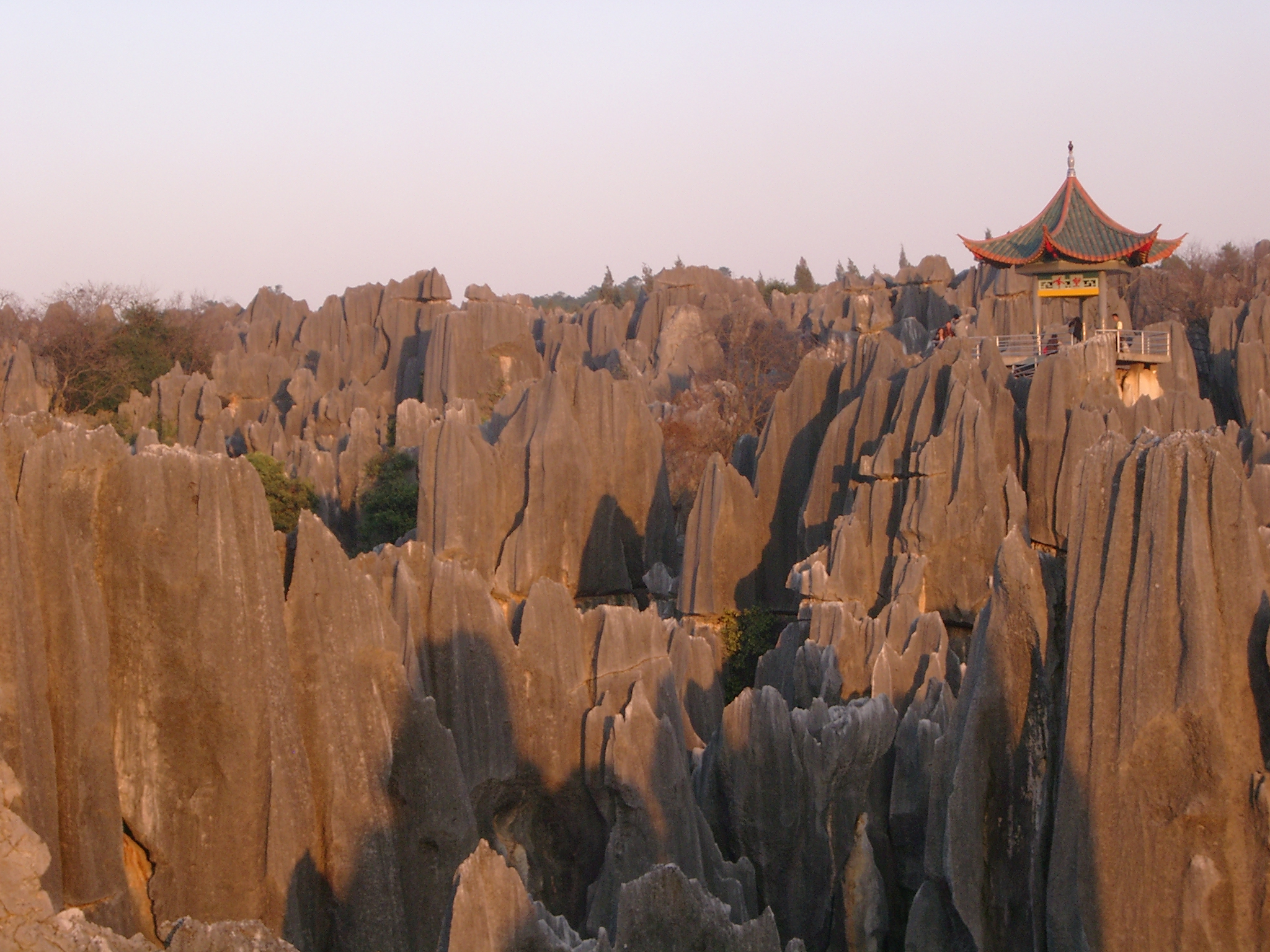
石灰岩の浸食地形はマダガスカルのツィンギに似る

雲貴高原中部に位置し、市内の海抜は 1,891 メートル、三方を山に囲まれ、南は滇池と呼ばれる大湖に面する。滇池の西は西山森林公園になっている。南東100kmに石林というカルスト地形の景勝地がある。

### 気候
サバナ気候地帯の緯度にあるが、1,891mの高原に位置するため温帯夏雨気候(Cwb)に属する。年間平均気温は摂氏15度で、冬は温暖で夏も涼しく、中国で最も快適な気候にある都市とされ古来、春城の異称を持つ。1月の平均気温は8.9度、7月の平均気温は20.2度、年降水量は920mmである。
| 昆明市（1981年 – 2010年，極値：1961年 - 2000年）の気候                  | 昆明市（1981年 – 2010年，極値：1961年 - 2000年）の気候 | 昆明市（1981年 – 2010年，極値：1961年 - 2000年）の気候 | 昆明市（1981年 – 2010年，極値：1961年 - 2000年）の気候 | 昆明市（1981年 – 2010年，極値：1961年 - 2000年）の気候 | 昆明市（1981年 – 2010年，極値：1961年 - 2000年）の気候 | 昆明市（1981年 – 2010年，極値：1961年 - 2000年）の気候 | 昆明市（1981年 – 2010年，極値：1961年 - 2000年）の気候 | 昆明市（1981年 – 2010年，極値：1961年 - 2000年）の気候 | 昆明市（1981年 – 2010年，極値：1961年 - 2000年）の気候 | 昆明市（1981年 – 2010年，極値：1961年 - 2000年）の気候 | 昆明市（1981年 – 2010年，極値：1961年 - 2000年）の気候 | 昆明市（1981年 – 2010年，極値：1961年 - 2000年）の気候 | 昆明市（1981年 – 2010年，極値：1961年 - 2000年）の気候 |
| 月                                                                      | 1月                                                    | 2月                                                    | 3月                                                    | 4月                                                    | 5月                                                    | 6月                                                    | 7月                                                    | 8月                                                    | 9月                                                    | 10月                                                   | 11月                                                   | 12月                                                   | 年                                                     |
| ----------------------------------------------------------------------- | ------------------------------------------------------ | ------------------------------------------------------ | ------------------------------------------------------ | ------------------------------------------------------ | ------------------------------------------------------ | ------------------------------------------------------ | ------------------------------------------------------ | ------------------------------------------------------ | ------------------------------------------------------ | ------------------------------------------------------ | ------------------------------------------------------ | ------------------------------------------------------ | ------------------------------------------------------ |
| 最高気温記録 °C （°F）                                                  | 23.3 (73.9)                                            | 25.6 (78.1)                                            | 28.2 (82.8)                                            | 30.4 (86.7)                                            | 31.3 (88.3)                                            | 30.0 (86)                                              | 30.3 (86.5)                                            | 30.3 (86.5)                                            | 30.4 (86.7)                                            | 27.4 (81.3)                                            | 25.3 (77.5)                                            | 25.1 (77.2)                                            | 31.3 (88.3)                                            |
| 平均最高気温 °C （°F）                                                  | 15.9 (60.6)                                            | 17.9 (64.2)                                            | 21.1 (70)                                              | 24.0 (75.2)                                            | 24.6 (76.3)                                            | 24.6 (76.3)                                            | 24.4 (75.9)                                            | 24.7 (76.5)                                            | 23.1 (73.6)                                            | 20.9 (69.6)                                            | 18.0 (64.4)                                            | 15.5 (59.9)                                            | 21.23 (70.21)                                          |
| 日平均気温 °C （°F）                                                    | 8.9 (48)                                               | 10.9 (51.6)                                            | 14.1 (57.4)                                            | 17.3 (63.1)                                            | 19.2 (66.6)                                            | 20.3 (68.5)                                            | 20.2 (68.4)                                            | 19.9 (67.8)                                            | 18.3 (64.9)                                            | 16.0 (60.8)                                            | 12.1 (53.8)                                            | 9.0 (48.2)                                             | 15.5 (59.9)                                            |
| 平均最低気温 °C （°F）                                                  | 3.5 (38.3)                                             | 5.0 (41)                                               | 8.0 (46.4)                                             | 11.4 (52.5)                                            | 14.7 (58.5)                                            | 17.0 (62.6)                                            | 17.3 (63.1)                                            | 16.8 (62.2)                                            | 15.2 (59.4)                                            | 12.7 (54.9)                                            | 7.9 (46.2)                                             | 4.2 (39.6)                                             | 11.14 (52.06)                                          |
| 最低気温記録 °C （°F）                                                  | −5.4 (22.3)                                            | −2.9 (26.8)                                            | −5.2 (22.6)                                            | 0.5 (32.9)                                             | 5.5 (41.9)                                             | 9.2 (48.6)                                             | 11.6 (52.9)                                            | 8.8 (47.8)                                             | 6.2 (43.2)                                             | 2.4 (36.3)                                             | −2.9 (26.8)                                            | −7.8 (18)                                              | −7.8 (18)                                              |
| 降水量 mm （inch）                                                      | 15.8 (0.622)                                           | 15.8 (0.622)                                           | 19.6 (0.772)                                           | 23.5 (0.925)                                           | 97.4 (3.835)                                           | 180.9 (7.122)                                          | 202.2 (7.961)                                          | 204.0 (8.031)                                          | 119.2 (4.693)                                          | 79.1 (3.114)                                           | 42.4 (1.669)                                           | 11.3 (0.445)                                           | 1,011.2 (39.811)                                       |
| 平均降水日数 （≥0.1 mm）                                                | 4.4                                                    | 4.6                                                    | 5.5                                                    | 6.8                                                    | 12.2                                                   | 17.4                                                   | 20.3                                                   | 19.3                                                   | 15.8                                                   | 13.0                                                   | 7.3                                                    | 3.8                                                    | 130.4                                                  |
| % 湿度                                                                  | 68                                                     | 63                                                     | 58                                                     | 59                                                     | 68                                                     | 78                                                     | 83                                                     | 82                                                     | 81                                                     | 79                                                     | 77                                                     | 73                                                     | 72.4                                                   |
| 平均月間日照時間                                                        | 224.5                                                  | 219.6                                                  | 255.4                                                  | 244.8                                                  | 212.2                                                  | 135.0                                                  | 124.3                                                  | 144.9                                                  | 123.5                                                  | 143.7                                                  | 169.8                                                  | 200.0                                                  | 2,197.7                                                |
| 出典：China Meteorological Administration, all-time extreme temperature |                                                        |                                                        |                                                        |                                                        |                                                        |                                                        |                                                        |                                                        |                                                        |                                                        |                                                        |                                                        |                                                        |

## 寺院・建築

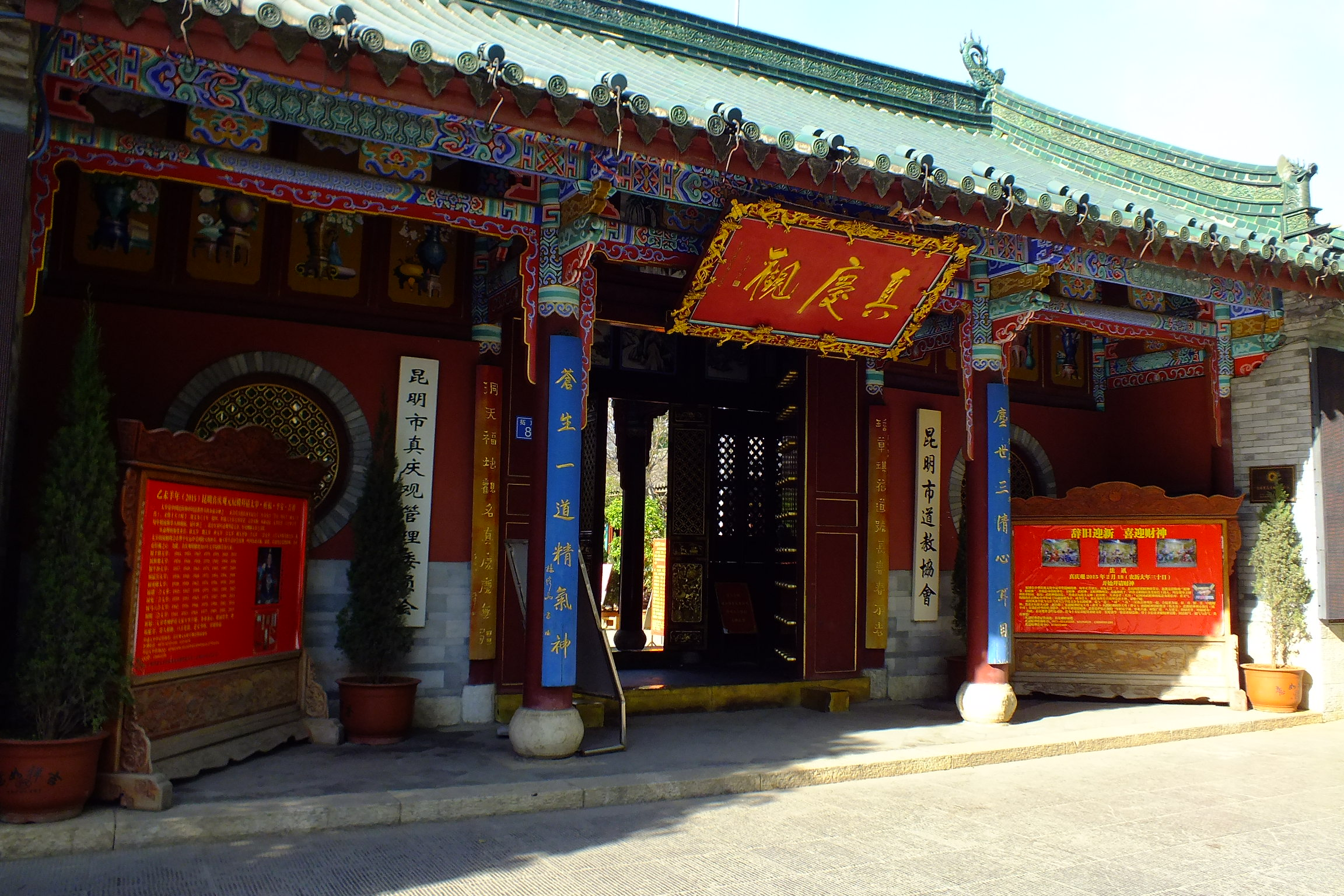
真慶観

- 真慶観
- 錫安聖堂

## 教育
- 雲南大学（1922年創設）
- 雲南民族学院
- 雲南師範大学
- 昆明理工大学
- 雲南財貿学院
- 雲南芸術学院
- 雲南農業大学
- 雲南中医学院
- 昆明大学

## 交通

### 航空

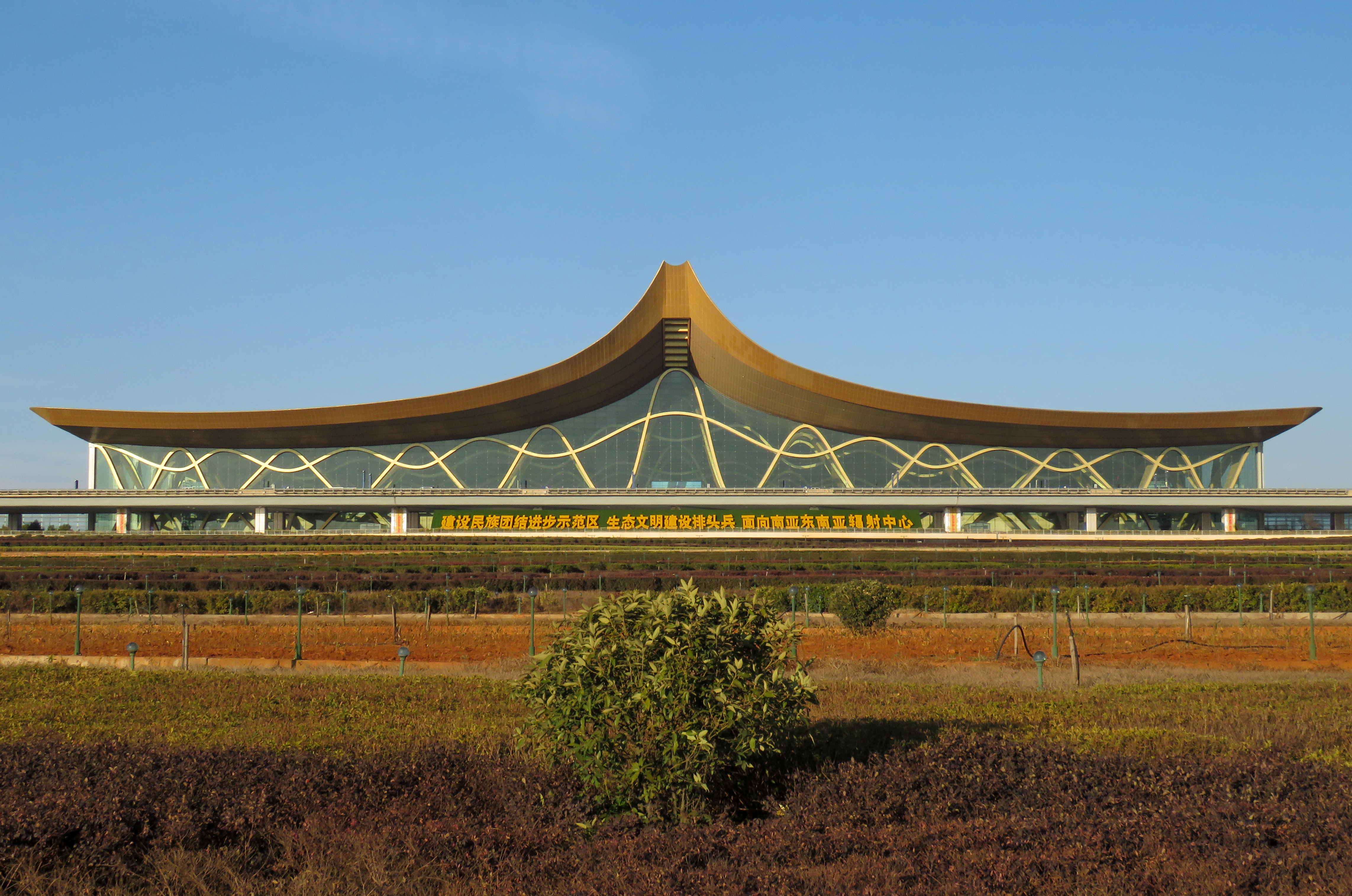
昆明長水国際空港

昆明長水国際空港が2012年6月28日に開港し、中国でも有数の国際空港の一つとなっている。名古屋/中部国際空港（長沙経由/2015年5月より就航開始）大阪/関西、ヤンゴン、バンコク、シンガポールなど国際線8路線、香港、北京/首都、上海/浦東など国内線40路線が乗入れている。また、省内のシーサンパンナなどを結ぶ7路線もある。昆明巫家壩国際空港は、2012年6月27日をもって閉鎖（廃港）された。

### 鉄道
- 中国国家鉄路集団
  - 昆明南駅

昆明南駅

    - 滬昆旅客専用線 - 昆明と上海虹橋駅を結ぶ高速鉄道
    - 南昆旅客専用線 - 昆明と南寧駅を結ぶ高速鉄道
    - 昆玉河線 - 玉渓、ベトナム、ラオス国境方面鉄道路線
    - 昆楚大線 - 大理方面鉄道路線

  - 昆明駅
    - 成昆線 - 元謀·攀枝花·成都方面鉄道路線
    - 滬昆線 - 貴陽方面鉄道路線
    - 南昆線 - 南寧方面鉄道路線
    - 昆玉線 - 昆明と玉渓を結ぶ鉄道
    - 昆楚大線 - 大理方面鉄道路線
    - 内昆線 - 四川省内江方面鉄道路線（滬昆線より分岐）

  - 昆明北駅
    - 昆河線 - メーターゲージ路線
- 昆明軌道交通

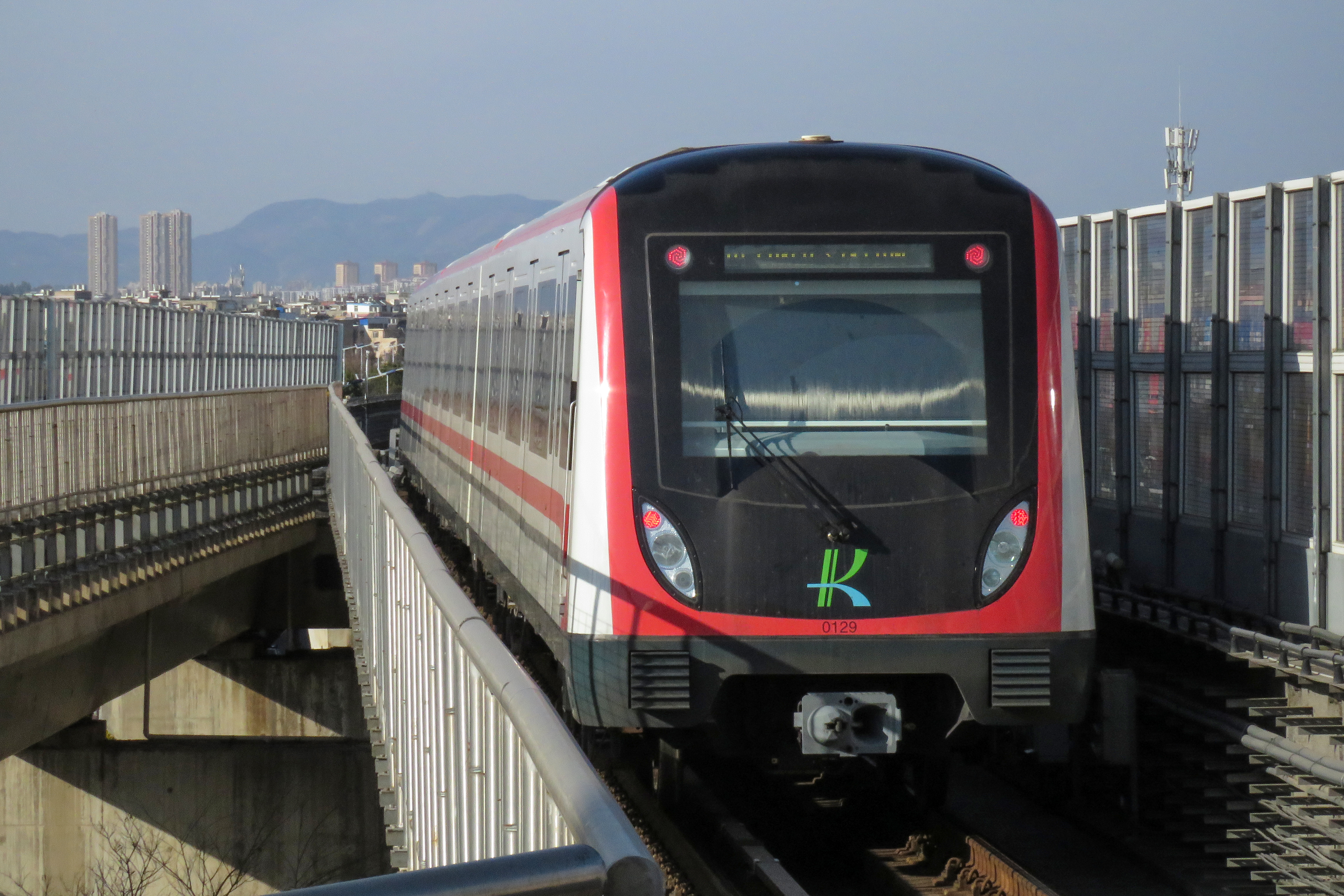
昆明軌道交通1号線の車両

■1号線：環城南路駅-昆明南駅、大学城南駅間。2013年5月20日開通。
■2号線：環城南路駅-北部汽車站駅間。2014年4月30日開通。
■3号線：東部汽車站駅-西山公園駅間。2017年8月29日開通。
■4号線
■5号線
■6号線：東部汽車站駅-機場中心駅（昆明長水国際空港）間。2012年6月28日開通。

### 道路
国道を走るバス路線も省内各地のほか、ミャンマーにも乗り入れる。

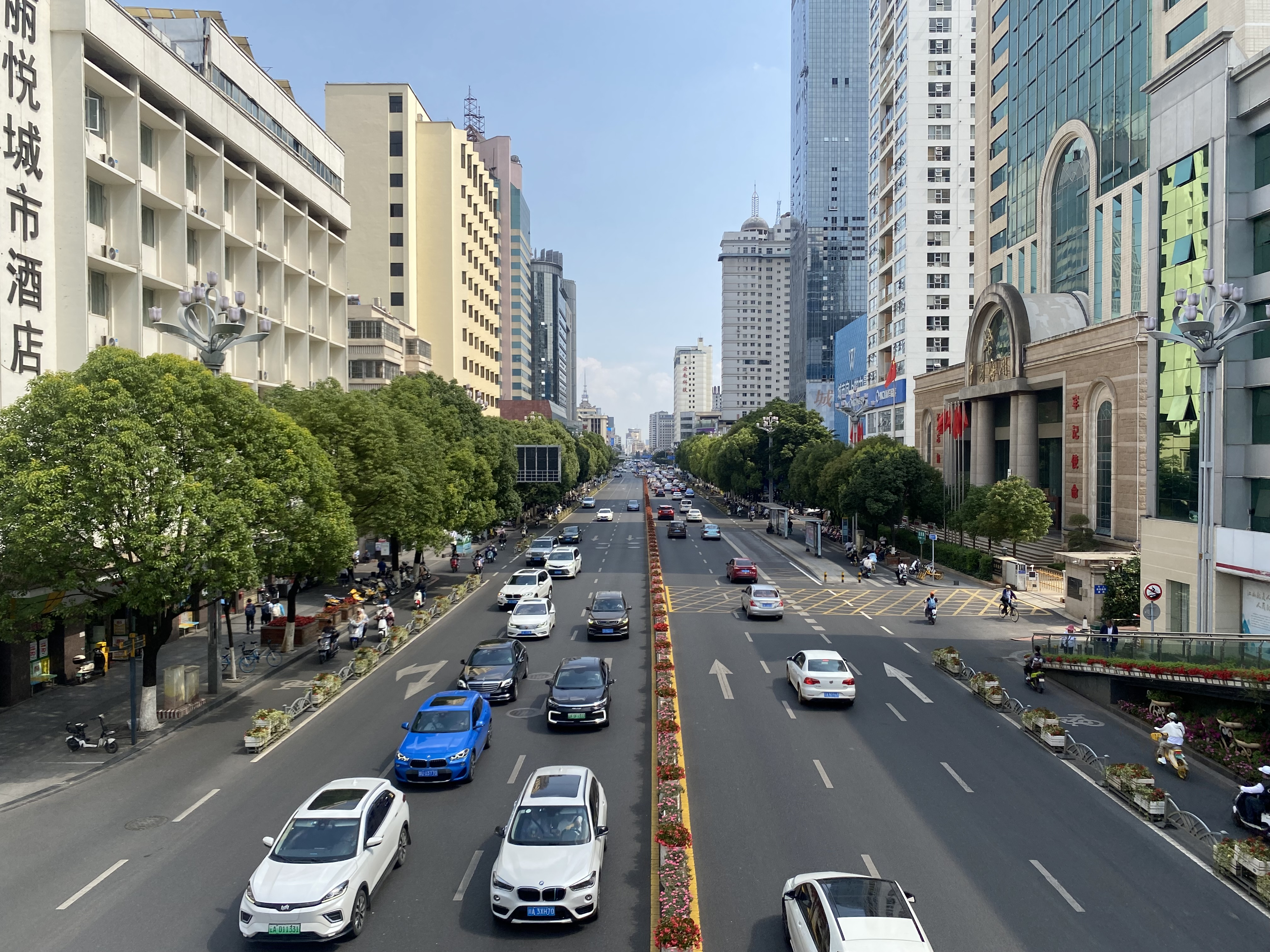
市内幹線道路（2023年撮影）

- 高速道路
  - 京昆高速道路
  - 杭瑞高速道路
  - 滬昆高速道路
  - 汕昆高速道路
  - 広昆高速道路
  - 渝昆高速道路
  - 昆明環状高速道路
  - 昆磨高速道路
  - S18 武易高速道路
  - S26 呈澄高速道路
  - S30 高海高速道路
  - S33 晋紅高速道路
  - S0501 昆明西北環状高速道路
  - 空港高速道路

- 国道
  - G108国道
  - G213国道
  - G320国道
  - G324国道
  - G326国道

## 観光
昆明市内の観光地は、滇池、雲南民族村、西山森林公園、世界園芸博覧園などがあり、市郊外には石林世界ジオパーク、九郷鍾乳洞などがある。雲南省の他の観光地、大理、麗江、シャングリラ（香格里拉）、シーサンパンナ（西双版納）などへは、昆明市から飛行機、鉄道、バスなどで行くことになる。

## スポーツ
世界卓球選手権で優勝している荘則棟によって、中国のスポーツ強化拠点に選ばれており、日本のマラソン選手も高地トレーニングでしばしば利用している。

## 姉妹都市・友好都市
- デンバー（アメリカ合衆国・コロラド州）：姉妹都市提携
- 藤沢市（日本・神奈川県）：友好都市提携
- チューリッヒ（スイス）
- モンペリエ（フランス）
- ニュープリマス（ニュージーランド）
- ウォガウォガ（オーストラリア・ニューサウスウェールズ州）
- シャウエン（モロッコ）
- ルアンパバーン（ラオス）[7]

## 昆明出身の人物
- 鄭和（明代の航海家）
- 聶耳（中国国歌『義勇軍進行曲』の作曲家）
- 杜維明（新儒家）
- 劉芳